# Comunidad nativa San Francisco
La comunidad nativa San Francisco es una comunidad del pueblo shipibo-conibo perteneciente a la cultura y familia interlingüistica Pano, ubicada en el distrito de Yarinacocha en la margen izquierdo de la laguna Yarinacocha en la región Ucayali en la amazonía central de Perú. Es el poblado más antiguo y numeroso de las comunidades en la zona. Viven de la pesca, la caza, la agricultura familiar y en menor medida de la venta de artesanías (destacan su cerámica y textiles).

## Ubicación e infraestructura

### Ubicación política y geográfica
La CC. NN. San Francisco se ubica a 20 km al noroeste de Pucallpa, en el distrito de Yarinacocha, provincia de Coronel Portillo en la región Ucayali de Perú, a 120 m s.n.m. La comunidad nativa se localiza en la margen izquierda de la laguna Yarinacocha.
Por vía terrestre se encuentra a 15 minutos a través de una trocha carrozable de 14 km que une Puerto Callao con la comunidad. Por vía fluvial en bote se tardan 45 minutos desde el mismo puerto.

### Infraestructura

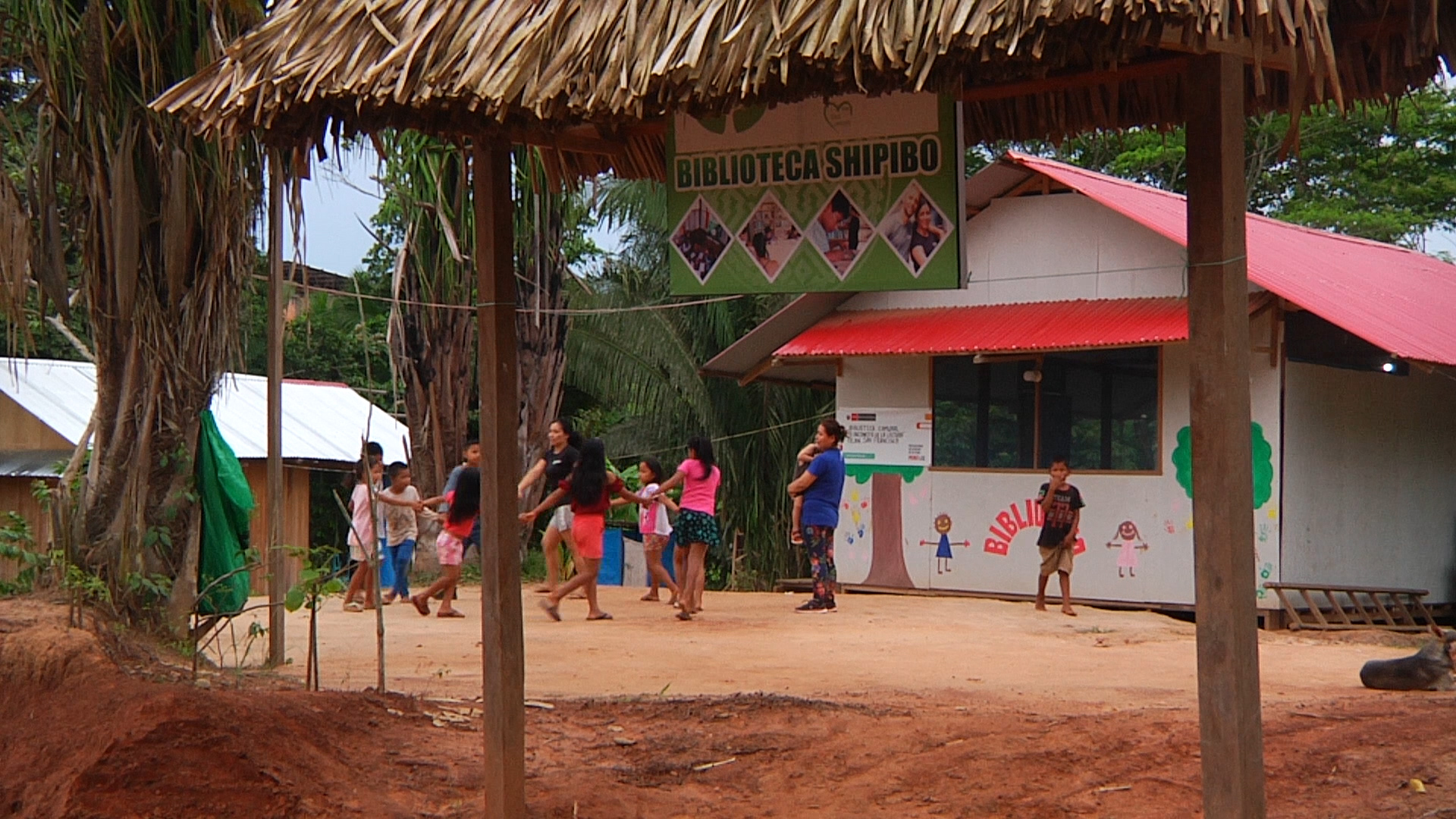
Biblioteca Shipibo en San Francisco

La comunidad cuenta con un centro de salud, escuelas primaria y secundaria, y una oficina registral. El 12 de julio de 2021 se inauguró la biblioteca comunal San Francisco, orientada hacia la educación intercultural de la comunidad y poblaciones aledañas.

## Historia
Cuentan los pobladores de la zona, que los primeros shipibos se establecieron aquí por la tierra y su gran extensión. Eran apenas seis familias las que vivían en la allí, Dirigidas por el "curaca", líder de la comunidad originaria.
La comunidad fue fundada el 4 de octubre de 1914, cuando llegó el padre franciscano Enrique Felipe Lake quien propuso al primer curaca Luis López, establecer la primera comunidad cristiana con 20 familias. Luego de una reunión con todos los miembros del lugar, lograron acceder al pedido del padre. Así la evangelización llegó a la zona, creando cambios fundamentales a sus creencias.
Luego de celebrar una misa y la venia de los miembros de la comunidad shipiba, se le bautizó a la comunidad con el nombre de San Francisco de Asís. Antes de aquel nombre, la comunidad se llamaba Jepe-Wesha o isla de Yarina. En la actualidad, la comunidad de San Francisco pertenece al distrito de Yarinacocha (Jepe Ian). Luego se construyó la primera iglesia cristiana y se fundó la escuela misionera católica, funcionando hasta 1930, pues el estado peruano establece la primera escuela mixta estatal.
En 1957, la comunidad recibe el título de propiedad de 1900 hectáreas de ancho y 7333 de largo y en 1975 la comunidad es registrada en el Registro Nacional de Comunidades Nativas y Campesinas del Perú.
La comunidad de San Francisco fue dirigida por cinco curacas, encargados de administrar la comunidad por cinco años. Ellos fueron Salvador López, Miguel Quito, Belisario Collantes, Luis López y su hijo, el último curaca, Ernesto López. Desde 1970 en adelante, la comunidad está gobernada por los Jefes, quien es elegido por toda la población por voto popular y posee representación legal en todo el país. Desde ese mismo año se crean otros puestos como el agente municipal, teniente gobernador, juez de paz y ronderos comunales.

## Demografía
Según el censo de 1993, San Francisco tenía una población de 760 habitantes en 300 familias. Con 386 hombres y 374 mujeres, el 50% de la población se encontraba entre los 15 y los 64 años, el 48% entre 0 y 14 años y solo el 2% superaba los 65 años, el promedio de hijos por mujer era de 10. Del total de sus habitantes, 67 provenían de otras comunidades shipibas en la región.

## Occidentalización
Tienen una relación buena con visitantes de poblaciones de otros sectores que vienen a convivir y trabajar, algunos nativos incluso ofrecen alojamiento en sus casas y la opción de participar en sus actividades. Y para muchos habitantes, el pueblo está entrando en la modernidad, por ejemplo ya hay libertad de escoger una pareja, la poligamia ya no es algo notorio y se han dejado prácticas como la mutilación genital femenina y la deformación de la frente en los bebes. 

## Costumbres
A pesar de los siglos, el pueblo mantiene su lengua y vestimenta, con un pueblo muy íntegro, donde comparten todo y comen juntos además de otras cosas como bailar y cantar. El trueque aún se mantiene.
Tienen una riqueza cultural muy grande pues conservan su música, costumbres, idioma y su medicina tradicional (lo cual favorece al desarrollo del curanderismo y al estudio de la botánica). Viven rodeados de fauna y flora silvestre. Existen varios onayas (médicos tradicionales shipibos) que utilizan las plantas medicinales nativas para restablecer la salud de los enfermos.

## Fauna y flora
La comunidad tiene 100 hectáreas de bosque; en la flora cuentan con árboles como la caoba, el cedro y la lupuna, además de un gran número de árboles y arbustos medicinales, palmeras que son usadas para la construcción de casas, y los frutos del pijuayo, el aguaje y el shebón son utilizados en la alimentación.
En cuanto a la fauna, se conservan varias especies de reptiles, mamíferos y aves.